# Burg Westätten
Die Burg Westätten ist eine abgegangene Burg auf der Wüstung „Westätten“ 3.500 Meter südwestlich von Neuhausen ob Eck im Landkreis Tuttlingen in Baden-Württemberg.
Vermutlich wurde die Burg, deren genau Lage unbekannt ist, im 13. Jahrhundert erbaut.